# Basilianus convexifrons
Basilianus convexifrons is een keversoort uit de familie Passalidae. De wetenschappelijke naam van de soort is voor het eerst geldig gepubliceerd in 1904 door Zang.